# Palpomyia multispinosa
Palpomyia multispinosa är en tvåvingeart som beskrevs av Gustavo R. Spinelli och Eileen D. Grogan 1989. Palpomyia multispinosa ingår i släktet Palpomyia och familjen svidknott.
Artens utbredningsområde är El Salvador. Inga underarter finns listade i Catalogue of Life.